# Kościół Podwyższenia Krzyża Świętego w Tczewie

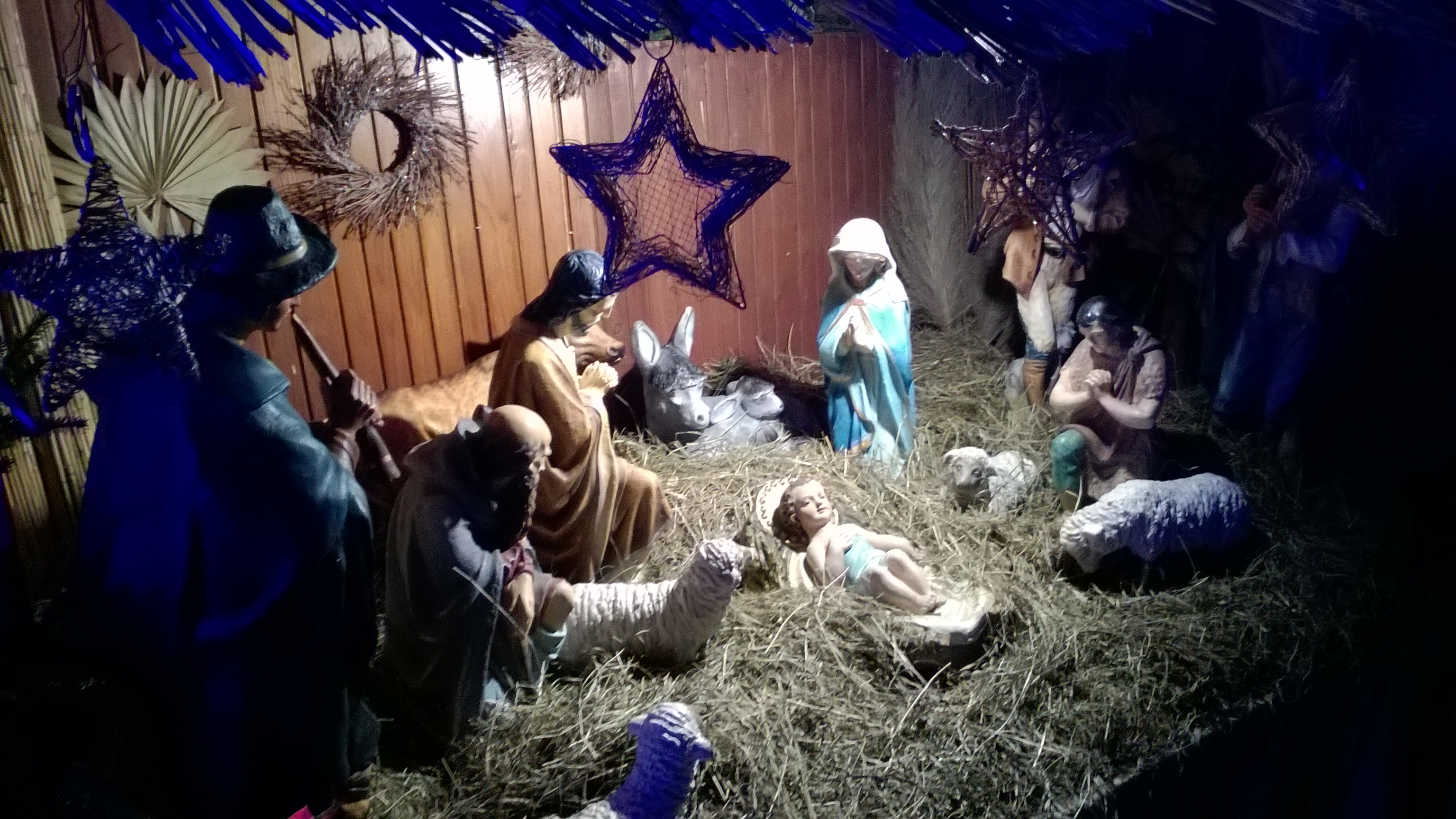
Szopka w kościele farnym (2016 rok)

Kościół Podwyższenia Krzyża Świętego w Tczewie – kościół farny znajdujący się w Tczewie w województwie pomorskim. Jest siedzibą parafii wchodzącej w skład dekanatu tczewskiego należącego do diecezji pelplińskiej.

## Historia

### Budowa
Wzmianka o proboszczu Janie (1258) dowodzić może wiarygodności późniejszego, XVIII-wiecznego zapisu o konsekracji miejscowej Fary już w roku 1226. Być może był to kościół drewniany. Fundamenty pod prezbiterium dzisiejszej budowli położono w połowie XIII wieku. W tym czasie powstała znana dziś masywna wieża. Na jej górnych, sklepionych kondygnacjach znajdować się wówczas mogły dwie kaplice. Ten pierwotny kościół (a może i zespół składający się z kaplic w wieży i przyległego doń drewnianego kościółka) uległ niemal całkowitemu zniszczeniu w listopadzie 1308 roku, po zajęciu miasta przez Krzyżaków. Najstarsze dzieje Fary „pamięta” wykuta w granicie chrzcielnica, obecnie ustawiona w kruchcie południowej.

### Świątynia za czasów Krzyżaków
150-letni okres rządów krzyżackich przyczynił się do rozwoju gospodarczego i społecznego Tczewa. Był on na tyle dynamiczny, że w 1328 roku miasto stać było na wykupienie od Zakonu wioski Śliwiny. W 1364 r., przy okazji powtórnej lokalizacji, wielki mistrz Winrich von Kniprode potwierdził m.in. prawa proboszcza do 3 włók ziemi.

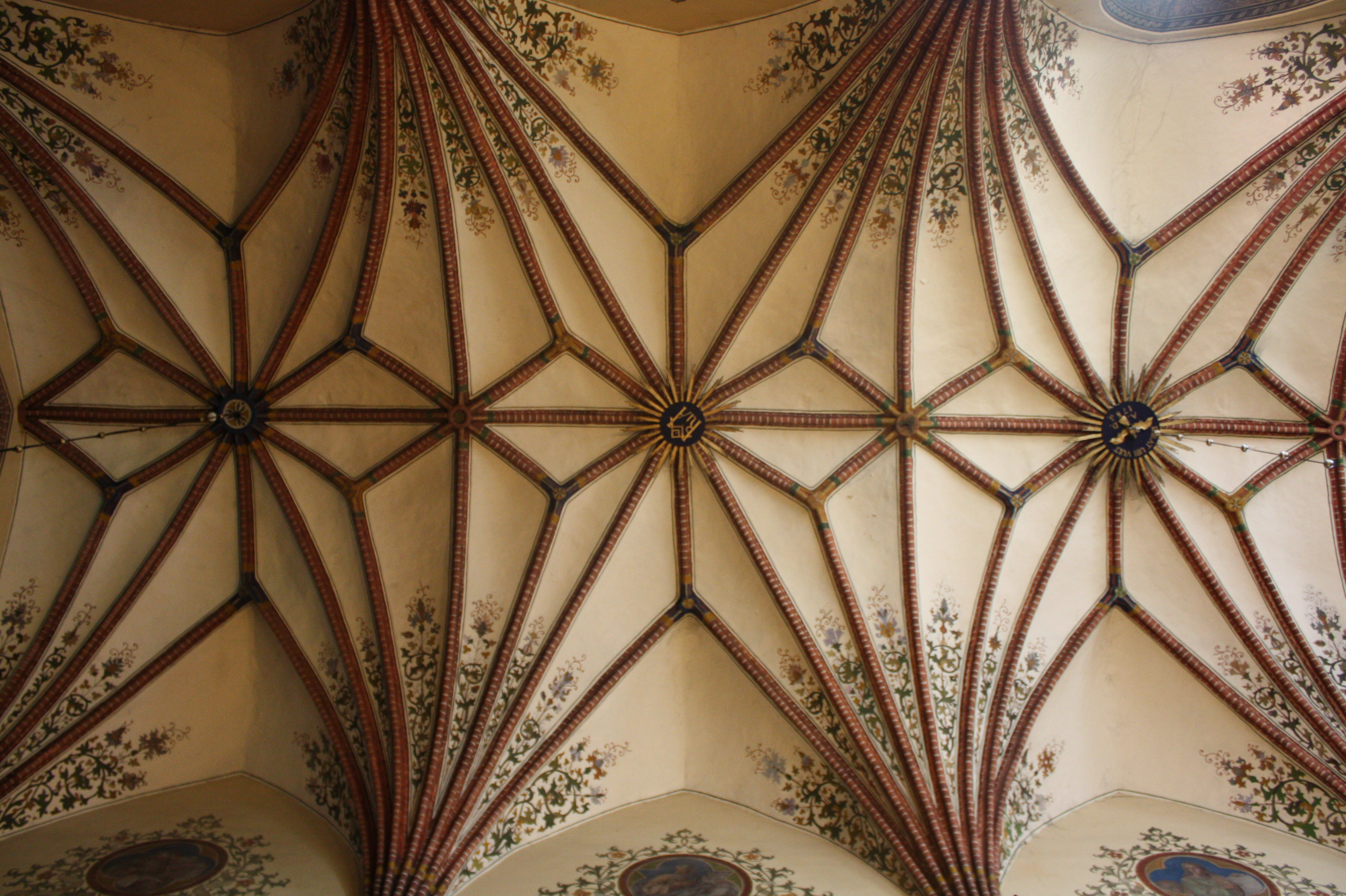
Gotyckie sklepienia prezbiterium

Być może dochody z tych gruntów przyczyniły się do sfinalizowania prac, podjętych nad rozbudową kościoła w I poł. XIV w. Do wypalonej wieży dobudowano bryłę dzisiejszej świątyni. Prace rozpoczęto od prezbiterium i kontynuowano je, posuwając budowę nawy głównej i dwóch bocznych w stronę wieży. Do ściany północnej prezbiterium dostawiono zakrystię i skarbiec. W późniejszym okresie przestrzenie pomiędzy zewnętrznymi przyporami naw zabudowano, tworząc dwa ciągi kaplic. Całość zakończono przed rokiem 1364. Kościół otrzymał wtedy zachowaną do dziś formę czteroprzęsłowej, trzynawowej hali z trójprzęsłowym, pięciobocznie zamkniętym prezbiterium. Świadectwem tych prac są m.in. piękne, gotyckie sklepienia gwiaździste. Najstarsze z nich, o siatce żeber w kształcie sześcioramiennych gwiazd, znajduje się w prezbiterium.
W nawie głównej występują gwiazdy ośmioramienne. Obydwa sklepienia łączy wspólne tzw. żebro wiodące, jeden z charakterystycznych motywów architektury sakralnej państwa krzyżackiego. Biegnie ono od prezbiterium aż do wieży. Istotnym elementem konstrukcyjnym są wsporniki sklepienne. Najciekawsze z nich zachowały się w zakrystii. Obok ornamentalnych znajdują się tam dwa z uproszczonym wizerunkiem twarzy.

### Zabytkowe wnętrze

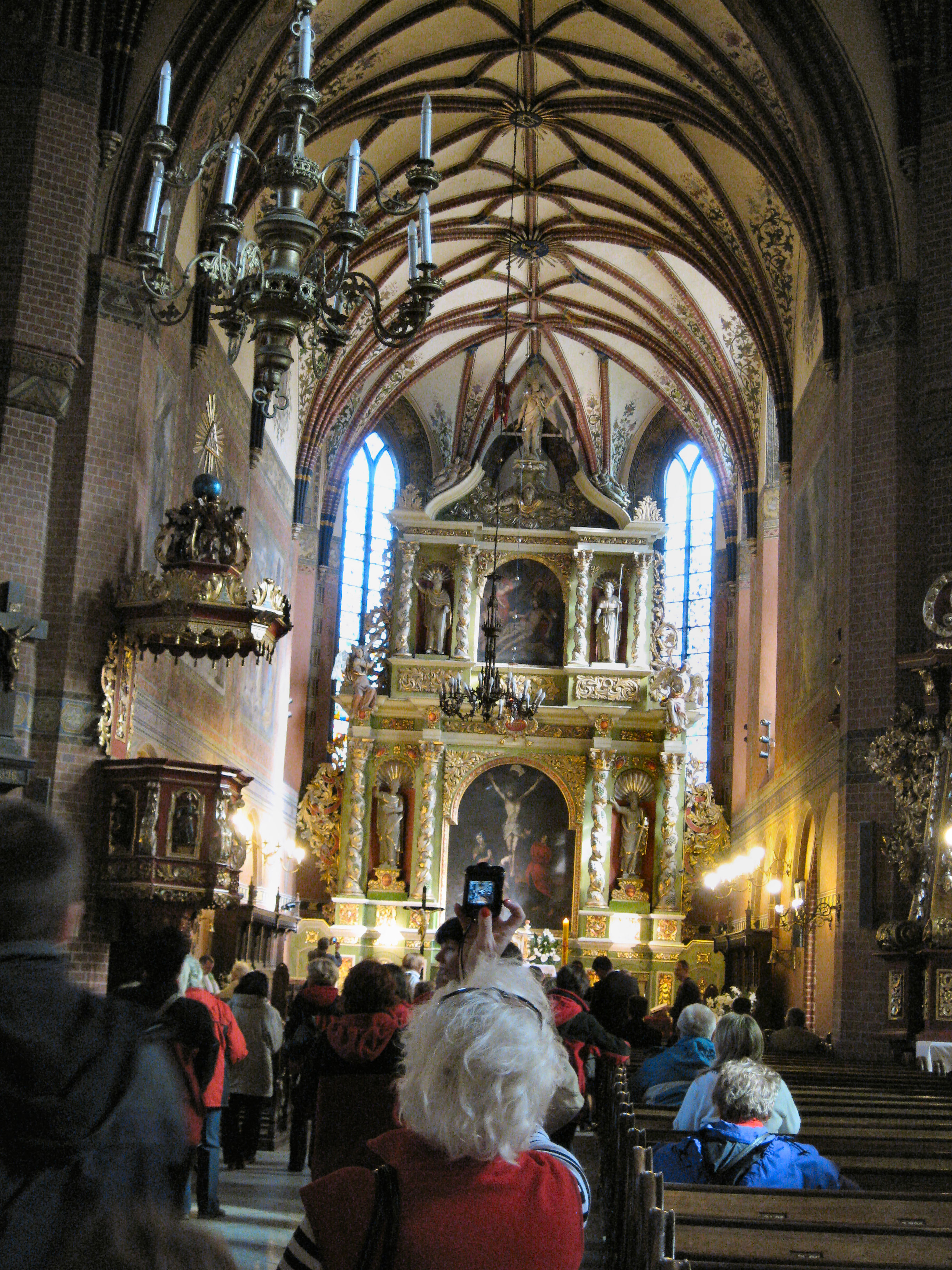
Wnętrze kościoła – nawa główna

Po wzniesieniu okazałej budowli przystąpiono do wyposażania jej wnętrza. Nie znamy jego pierwotnego wyglądu, nie zachowały się bowiem ówczesne ołtarze, brak o nich także informacji źródłowych. Do naszych czasów przetrwały jednak inne cenne obiekty, o unikalnej wartości artystycznej i historycznej. Należy do nich niedawno odkryte malowidło ścienne w kaplicy Świętych Niewiast pochodzące z końca XIV w. Przedstawia ono popiersia ośmiu świętych kobiet umieszczone w potrójnej, ostrołukowej blendzie. Trzymane w dłoniach atrybuty pozwalają na identyfikację postaci: Elżbiety, Heleny, Katarzyny, Jadwigi, Genowefy, Barbary i Doroty oraz prawdopodobnie Ireny. Podczas prac konserwatorskich w kaplicy odsłonięto także oryginalną, gotycką posadzkę.

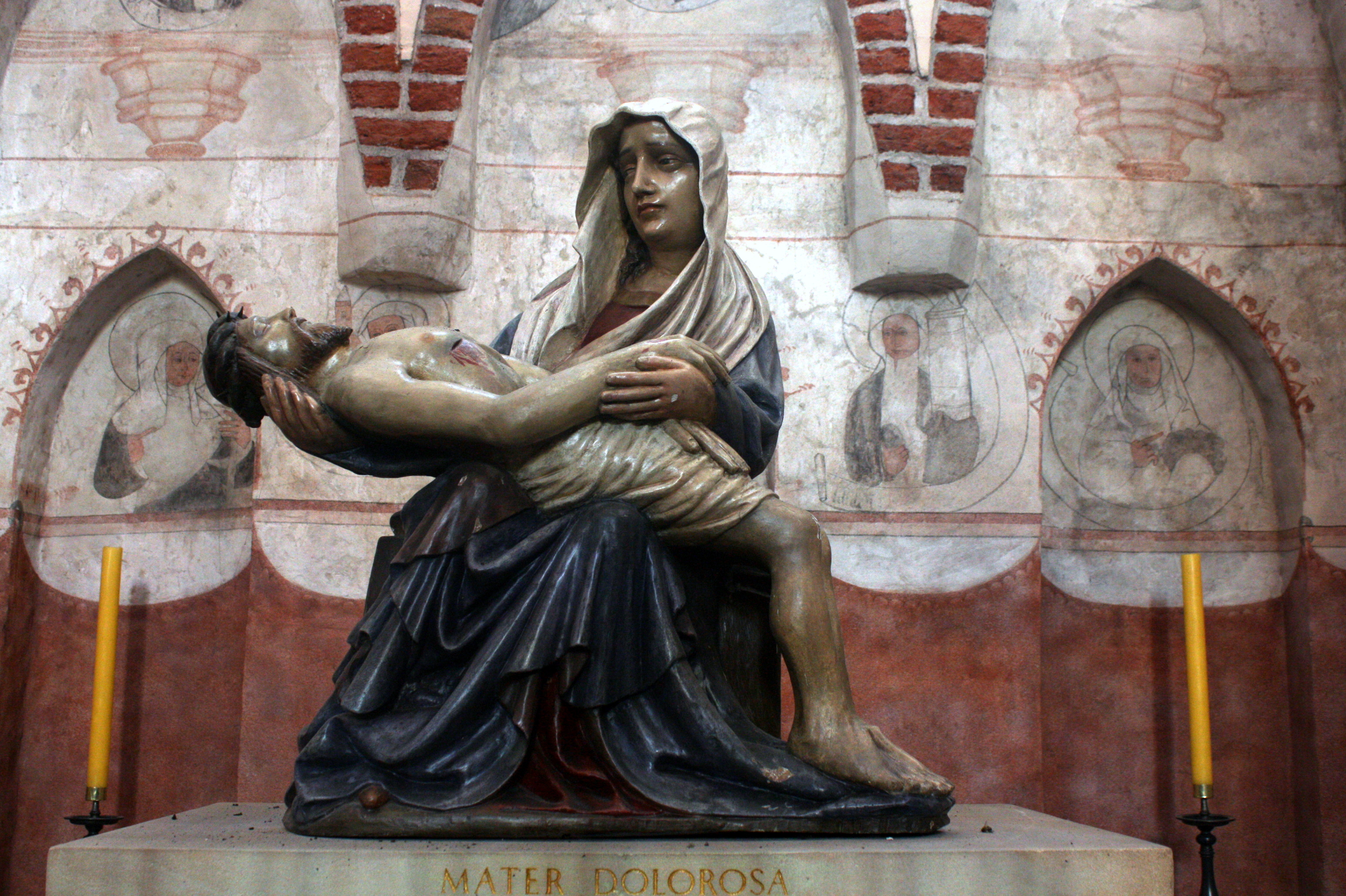
Gotycka Pieta z II ćw. XV w.

Jedynym przykładem zachowanej w Farze średniowiecznej rzeźby jest Pietà z II ćw. XV w. Należy ona do tzw. stylu pięknego, a jej wykonanie przypisuje się jednemu z mistrzów gdańskich.
W średniowiecznym, zapewne lokalnym warsztacie kowalskim powstała żelazna krata sakramentarium, pochodząca z ok. poł. XIV w., zdobiona ażurowym motywem czteroliścia. Do typowych zabytków gotyckich należą także okucia drzwi zakrystii z I poł. XIV w. Zawiasy wykonane prawdopodobnie przez miejscowego artystę, tworzą stylizowaną wić roślinną z uproszczonych liści i kwiatów.
Do dzieł najwartościowszych należą przechowywane w skarbcu XV-wieczne wyroby złotnicze, pochodzące prawdopodobnie z gdańskich warsztatów:
- krzyż relikwiarzowy – sześcioboczną stopę krzyża zdobią grawerowane sceny pasyjne wzorowane na niemieckich dziełach graficznych oraz dwie figurki klęczących aniołów, trzymających puszkę z relikwiami Krzyża Świętego. Wewnątrz usytuowanej wyżej, bogato zdobionej kapliczki, znajduje się niezwykle starannie wykonana Pieta. Kameryzowane, trójlistnie zakończone ramiona krzyża oplata ażurowa wić roślinna.
- dwa kielichy – kielich z 1451 r. poza licznymi dekoracjami wyróżniają wyryte na stopie: data i znak złotnika oraz późniejsze napisy pozwalające odtworzyć historię obiektu. Drugi z kielichów, podobnie jak krzyż relikwiarzowy, wyróżnia ażurowa kapliczka będąca zminiaturyzowanym powtórzeniem elementów konstrukcyjnych i dekoracyjnych gotyckiej architektury. Jego trzon zdobi 12 figurek apostołów, a pola stopy wypełniają precyzyjnie grawerowane sceny. Średniowieczna inskrypcja mówi o jego przynależności w 1492 r. do Bractwa Kapłańskiego „zu dyrszaw”.
- patena – XV-wieczne pateny stanowią dziś dużą rzadkość. Tym większa jest wartość pateny tczewskiej, łączonej przez niektórych badaczy z wyżej wymienionym kielichem. Jej dekorację tworzy przedstawienie Manus Dei (Ręki Boga) oraz ornament roślinno-geometryczny. Doskonałość formy, szlachetność grawerunków i mistrzostwo wykonania najmniejszych detali sprawia, że wymienione dzieła prezentują niezwykle wysoki poziom artystyczny.

Świadectwem bogatego wystroju kościoła w wiekach średnich jest także 6 par mosiężnych świeczników z charakterystycznymi figurkami lwów na nóżkach stopy.

### Fara podczas reformacji
Rok 1457 i związane z nim przejście Tczewa pod polskie panowanie nie miał tak zasadniczego znaczenia dla historii Fary jak reformacja, której pierwsze echa dotarły do miasta już ok. 1525 r. W kilka lat po wystąpieniu Marcina Lutra większość tczewskich parafian, w przeważającej części Niemców, przeszła na protestantyzm. Jako że od średniowiecza cechy miejskie były właścicielami poszczególnych kaplic i ołtarzy kościelnych, z ich inicjatywy zaczęły odbywać się tam nabożeństwa zreformowane.
We wspólnym władaniu katolików i luteran kościół był do roku 1595. W tym okresie doszło do groźnego incydentu, który poważnie zagroził całej budowli. Jesienią 1577 roku część wojsk Stefana Batorego idąca na Gdańsk rozbiła obóz pod murami Tczewa. 4 października, w wyniku przypadkowego zaprószenia ognia przez żołnierzy spłonęło niemal całe miasto. Fara straciła wszystkie dachy. Sklepienia, poza kilkoma w bocznych kaplicach, na szczęście nie runęły. Powstałe szkody usunięto po ok. sześciu latach. Niepowetowaną stratą było spłonięcie wszystkich akt i przywilejów miejskich przechowywanych w Wieży Kleszej nieopodal kościoła.

### Przebudowa kościoła w XVII i XVIII wieku

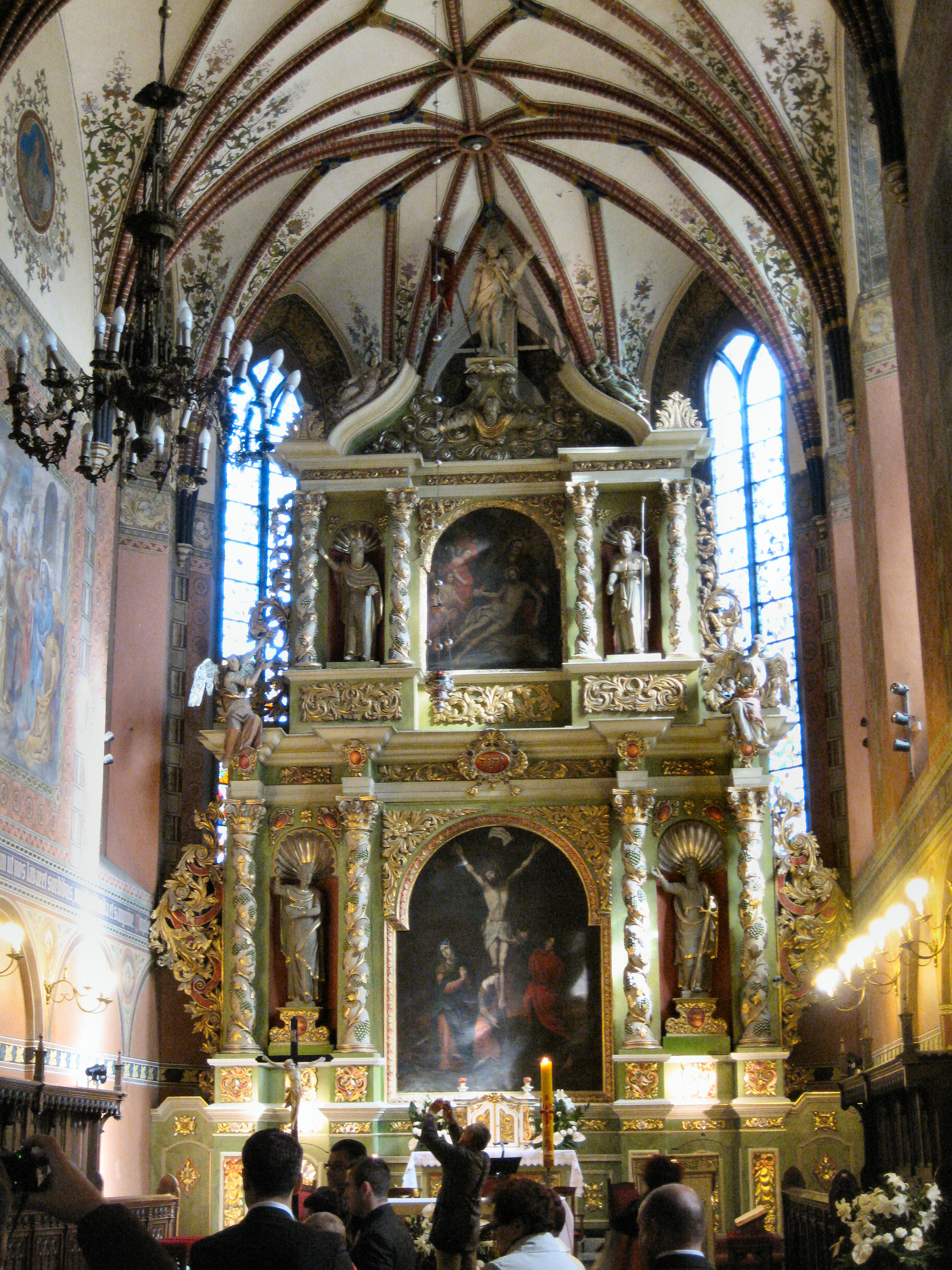
Barokowy ołtarz główny z obrazem Ukrzyżowanie

W 1597 r. Farę przekazano w wyłączne użytkowanie katolikom. Podczas wojen szwedzkich, w latach 1626–1635, ponownie trafiła ona w ręce miejscowych protestantów. Koniec XVII i cały wiek XVIII to okres, w którym wyposażono kościół w większość znanych nam dziś ołtarzy i sprzętów liturgicznych.
W 1686 r. biskup Bonawentura Madaliński zalecił ówczesnemu proboszczowi Franciszkowi Czarlińskiemu, by „bez zwłoki” zbudował nowy ołtarz główny. Cztery lata później był on już gotowy, jednak dopiero przed 1779 rokiem pomalowano go i wyzłocono. Zajmuje całą powierzchnię wschodniej ściany prezbiterium; jego szerokość wynosi 8,60, a wysokość 14 m.
Poziom artystyczny bogatej dekoracji snycerskiej, głównie pochodzących z początku XVIII w. obrazów: „Ukrzyżowanie” i „Opłakiwanie” pozwala uznać go za wybitne dzieło późnobarokowej sztuki pomorskiej.
Podobnie pozostałe ołtarze wykonane w I poł. XVIII w.: św. Jana Nepomucena, św. Rocha, św. Jakuba, św. Józefa, św. Anny (obecnie Matki Boskiej Częstochowskiej) oraz św. Jana Chrzciciela (obecnie Niepokalanego Poczęcia Najświętszej Maryi Panny), stanowią interesujący zespół zabytków jednorodnych stylowo, ciekawie zróżnicowanych pod względem formy i treści.

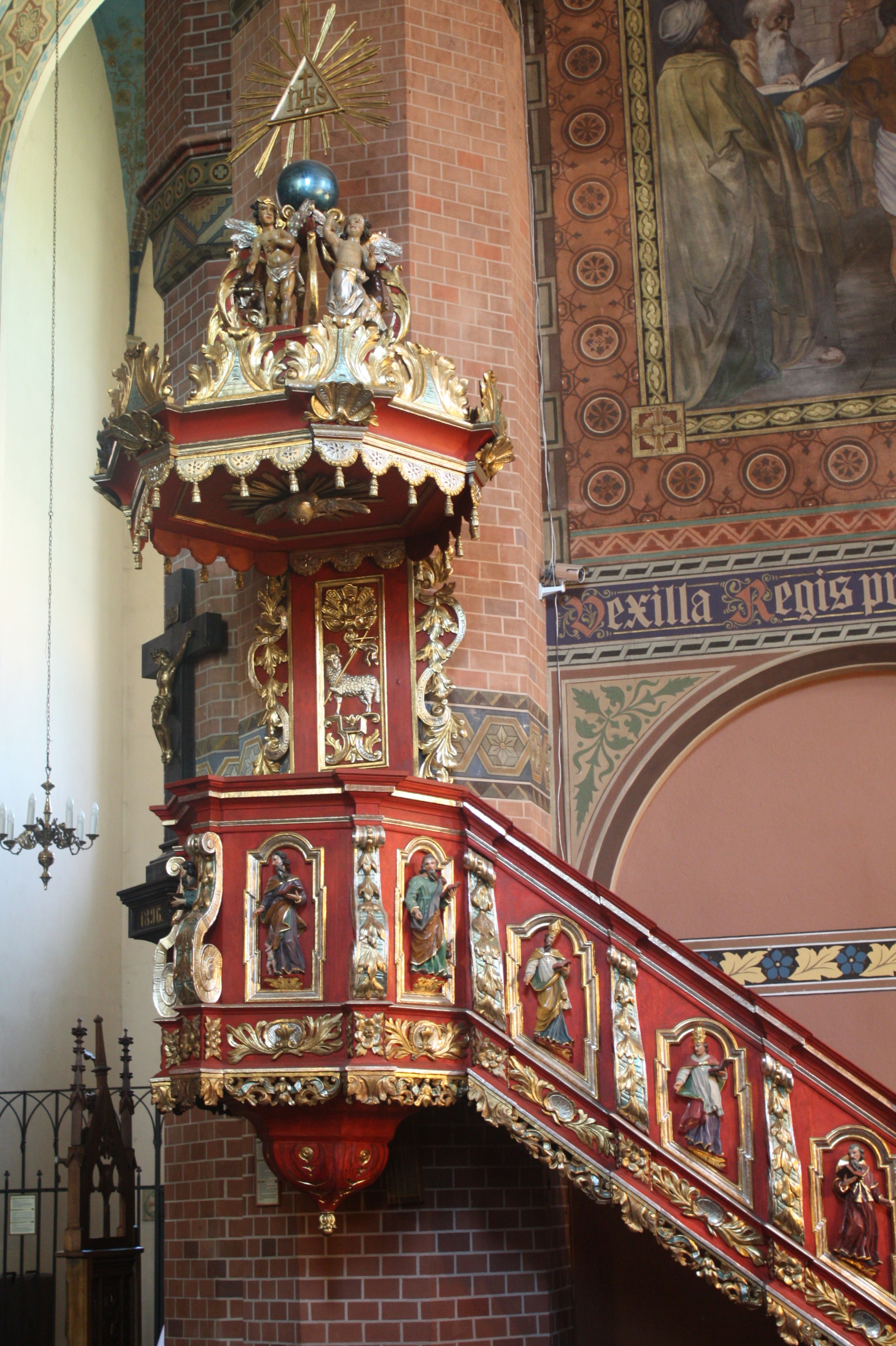
Ambona, II ćw. XVIII w.

W II ćw. XVIII w. wnętrze Fary wzbogaciło się o jeszcze jeden znaczący obiekt – bogato rzeźbioną, polichromowaną, złoconą i srebrzoną ambonę. Na szczególną uwagę zasługuje zwieńczenie jej baldachimu z pięcioma postaciami skrzydlatych aniołków personifikujących rasy ludzkie. Są wśród nich: Murzyn, Arab, Chińczyk, Europejczyk i Indianin. Dekoracja ta przypominać miała wiernym zasadę powszechności Kościoła Chrystusowego.
W 1783 r. sklepienie prezbiterium i nawy głównej wzbogacono o pięć drewnianych, płasko rzeźbionych zworników z inskrypcjami i przedstawieniami: Ducha Świętego, Baranka Bożego, krzyża z cierniową koroną oraz monogramami IHS i Maria. Otoczone promienistą glorią, mimo barokowego charakteru, dobrze harmonizują one z gotycką siatką żeber.
Przykładem obiektu rokokowego jest ołtarz św. Mikołaja pochodzący z 1792 r. Po wstawieniu w 1928 r. w nisze ołtarza nowej figury, otrzymał on wezwanie Serca Jezusa. Rokoko reprezentują także dwa konfesjonały z nawy północnej. Wyróżnia je rocaillowa snycerka oraz związane z symboliką pokutną obrazy na zaplecku i drzwiach.
W III i IV ćwierci XVIII w. parafianie ufundowali trzy feretrony: z Madonną Karmiącą, zwaną Matką Boską Tczewską, św. Janem Nepomucenem i Matką Boską z Dzieciątkiem. Na szczególną uwagę zasługuje pierwszy z nich ze względu na umieszczony w nim wcześniejszy, manieryczny obraz przedstawiający Maryję karmiącą Dzieciątko, okryty srebrzonymi i złoconymi sukienkami.
Niezwykle rzadkim i cennym zabytkiem są dwa drewniane świeczniki o imponującej, trzymetrowej wysokości. Rzeźbione i złocone urzekają bogactwem formy i rokokowej dekoracji wykorzystującej motywy roślinne.
W XVIII w. także skarbiec kościelny wzbogacił się o nowe paramenty, z których większość zamówiono w Gdańsku, będącym już od XIV w. jednym z wiodących ośrodków sztuki złotniczej. Wśród nich wyróżnia się monstrancja wykonana przez mistrza Jana Gotfryda Schlaubitza. Została ona ufundowana w 1742 r. przez Wincentego Maya, co potwierdza inskrypcja wygrawerowana na bogato zdobionej stopie. Inny znany gdańszczanin, Zygfryd Oernster, był twórcą srebrnej wiecznej lampki zamówionej dla Fary Tczewskiej w 1727 r. Przykładem złotnictwa rokokowego jest kielich sygnowany przez Jana Jakuba Bromma, wykonany ok. 1790 r. Na jego stopie, w kartuszu, wyryte są herby fundatorów: Marianny i Szymona Kickich, właścicieli pobliskiego Stanisławia. Na uwagę zasługują także obiekty, na których nie zachowały się znaki mistrzowskie: cyborium z około 1700 r., i srebrny, częściowo złocony krzyż relikwiarzowy, a także pateny oraz ampułki na wodę i wino mszalne.
Aby w pełni odtworzyć wystrój XVIII-wiecznej fary, pamiętać należy o świecznikach ołtarzowych. Mosiężne (16 sztuk) mają dekoracyjnie opracowane stopy wsparte na lwich łapach, na cynowych natomiast (30 sztuk) znajdujemy daty oraz inicjały bądź nazwiska ofiarodawców. Ołtarze zdobiły też cynowe krzyże. Na jednym z trzech zachowanych widnieje punca autorstwa gdańskiego konwisarza Johanna Waese i data 1716.
Stosownej oprawie liturgii służyły ornaty. W szafach kościelnych znaleźć można m.in. cztery XVIII-wieczne, wykonane z francuskiego brokatu, jedwabiu, tafty i adamaszku.

### Wiek XIX

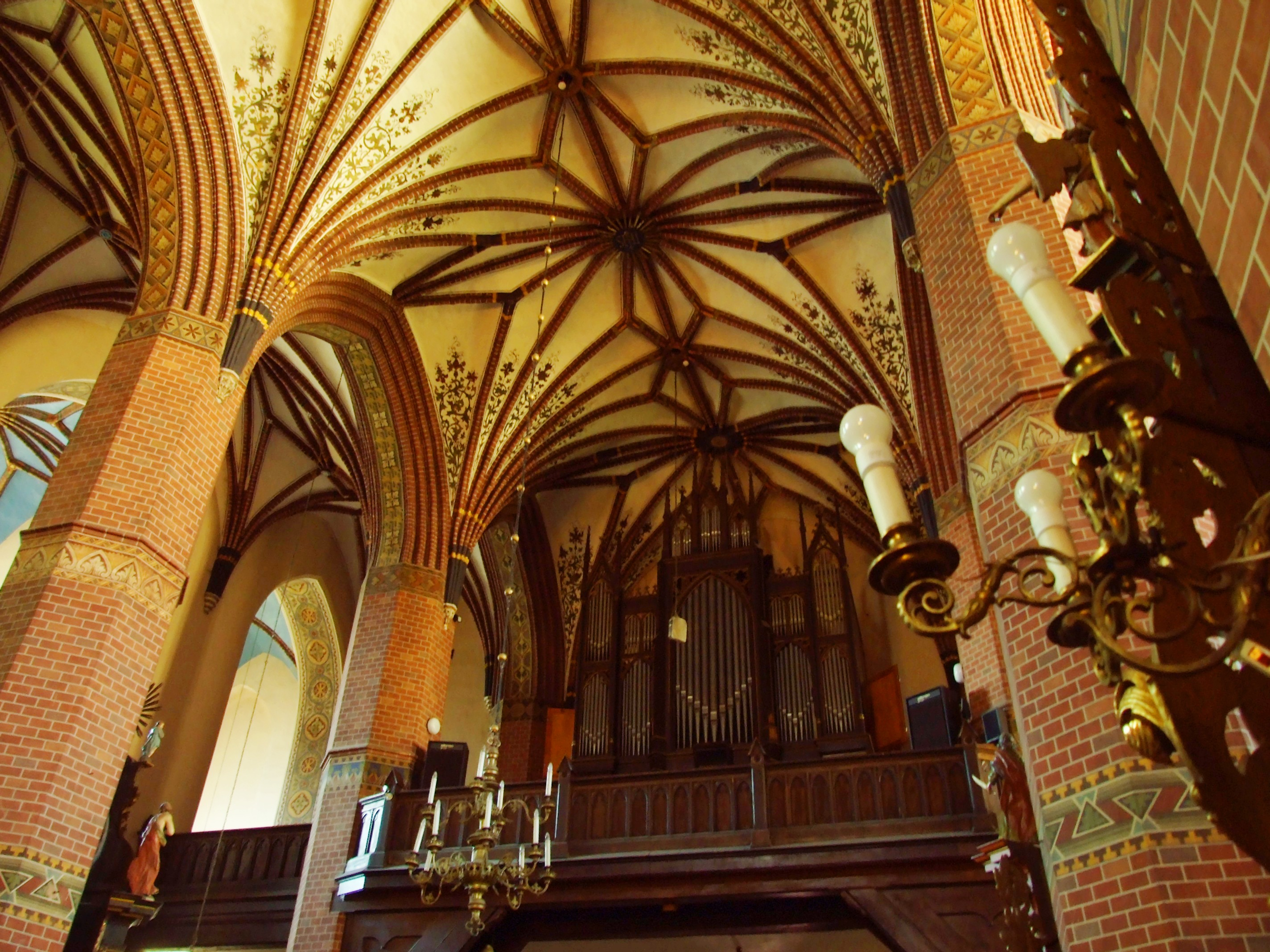
Sklepienie i organy nawy głównej

Wizytacje biskupie z końca XVIII wieku świadczą, że utrzymanie kościoła wraz z bogatym wyposażeniem nastręczało parafianom spore trudności. Doprowadziło to ostatecznie do czasowego zamknięcia Fary, spowodowanego jej złym stanem technicznym. Od 1830 do 1841 roku nabożeństwa odbywały się w kościele podominikańskim. Do generalnego remontu przystąpiono w 1838/39 r. Dzięki zabiegom proboszcza Henryka Mettenmeyera (1838–1871) król pruski Fryderyk Wilhelm III przekazał parafii 5000 talarów. Pozwoliło to wyremontować wnętrze i położyć nowy dach, niższy od poprzedniego o około 5 m, o czym świadczy zachowany do dziś ślad na wschodniej elewacji wieży. Kaplice boczne pokryto ozdobnymi daszkami, które przesłonięto trójkątnymi, dekoracyjnymi szczytami. Obniżono także dach nad zakrystią i skarbcem, likwidując pomieszczenie jakie znajdowało się powyżej – niewielki otwarty do prezbiterium chór muzyczny, Po zakończeniu wszystkich prac, 5 grudnia 1841 roku, dokonano powtórnej konsekracji kościoła.
Kontynuatorem dzieła księdza Mettenmeyera został nowy proboszcz ks. Robert Sawicki. Środki na dalszą odbudowę (50 000 marek) udało mu się uzyskać z dzielonej wówczas kontrybucji, jaką Francja zapłaciła Niemcom po przegranej wojnie w 1871 r. Ksiądz Sawicki, weteran tej kampanii, odznaczony krzyżem żelaznym I klasy, utrzymywał kontakty z wysokimi urzędnikami dworu pruskiego, co nie pozostało bez wpływu na skuteczność jego działań. W czasie jego długoletniej posługi (1871–1925) Fara uzyskała wystrój znany obecnie.

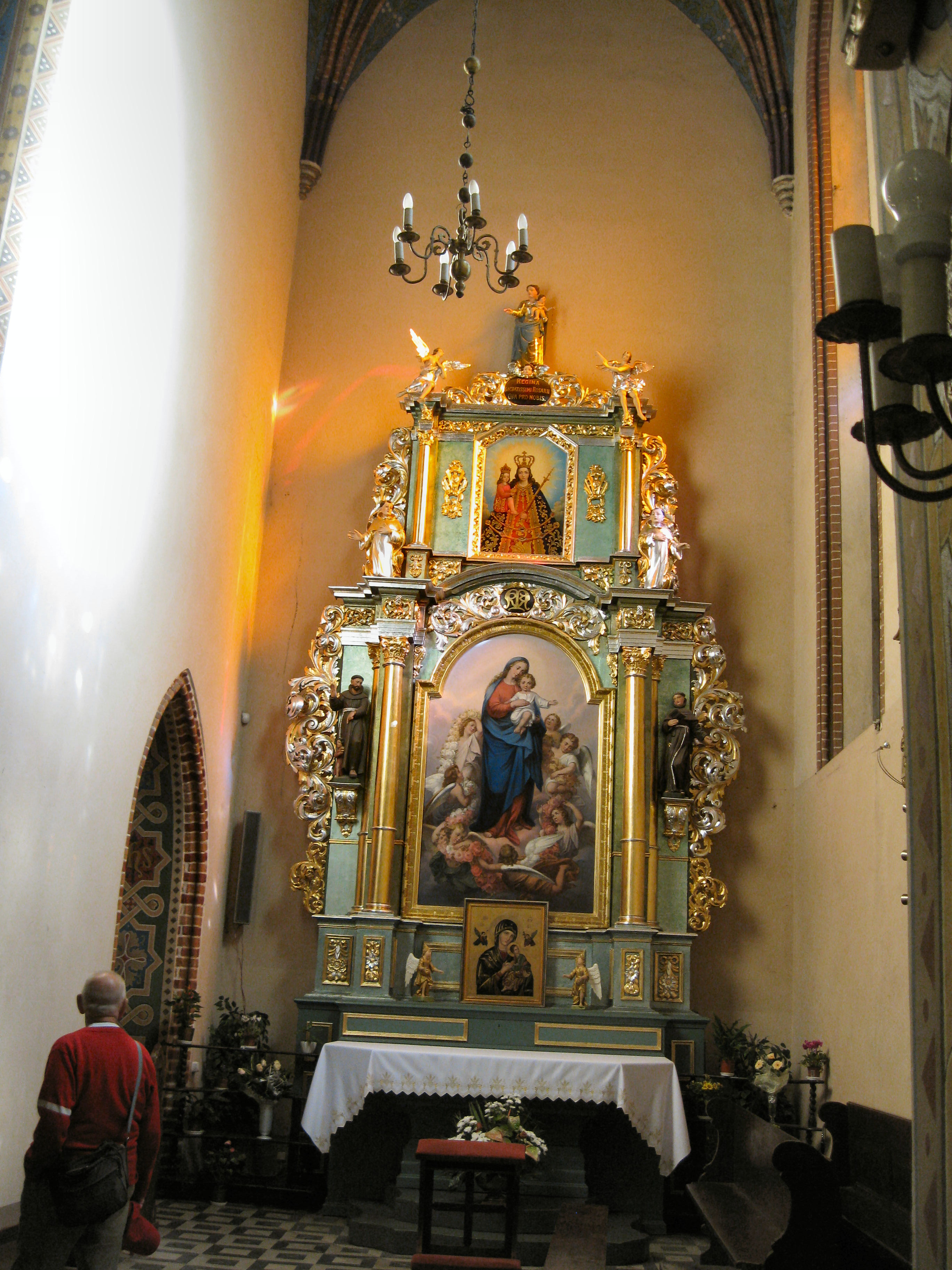
Kaplica Matki Boskiej Różańcowej z obrazem „Maryi z Dzieciątkiem”, dzieło gdańskiego artysty Alberta Renne

W 1878 r. w kaplicy przy prezbiterium ustawiono barokowy ołtarz złożony z elementów pochodzących prawdopodobnie z kościoła podominikańskiego. Wezwanie Matki Boskiej Różańcowej otrzymał on rok później, kiedy umieszczono w nim obraz przedstawiający Maryję z Dzieciątkiem w otoczeniu aniołków podtrzymujących różany wieniec. Scenę tę, przypominającą renesansowe dzieła Rafaela, namalował gdański artysta Albert Renne.

### Czasy współczesne
Do początku XX wieku sklepienia i ściany kościoła pozbawione były jakichkolwiek polichromii (pierwotne, gotyckie nie były jeszcze wówczas odkryte). W latach 1910–1914 malarz Klink z miejscowości Bodland na Śląsku pokrył malowidłami ściany prezbiterium. Spod jego pędzla wyszły medaliony z podobiznami 4 proroków: Izajasza, Jeremiasza, Ezechiela i Daniela oraz scena „Niesienie krzyża”. Artysta ten wymalował także sklepienie nawy głównej, prezbiterium i kaplicy Matki Boskiej Różańcowej oraz podłucza filarów, w czym pomagali mu miejscowi rzemieślnicy. W odnowionym wnętrzu, przed ołtarzem głównym, ustawiono neogotyckie, dębowe stalle i balustradę komunijną.
I wojna światowa i zmiany polityczne jakie przyniosła, przerwały na pewien czas prace nad dekoracją Fary. Dopiero w 1937 r. kolejny proboszcz, ks. Aleksander Kupczyński (1925–1939), zlecił dokończenie polichromii malarzowi Władysławowi Drapiewskiemu z Pelplina. Namalował on trzy wielkie sceny w prezbiterium: „Modlitwa w Ogrójcu”, „Cierniem ukoronowanie”, „Biczowanie”, które wraz z dziełem wcześniejszym utworzyły cykl obrazujący wydarzenia Męki Pańskiej. Nawiązuje do nich umieszczony niżej werset, wykonany jeszcze przez Klinka, a będąc fragmentem hymnu śpiewanego w okresie wielkiego postu.
Z renowacją zabytków Fary związany był przez kilka lat rzeźbiarz Mikołaj Cichosz z Pelplina. Najważniejszym jego dziełem jest monumentalny, neogotycki ołtarz Grobu Chrystusa powstały w latach 1927–1930. Pracował on także przy uzupełnianiu barokowego ołtarza Matki Boskiej Bolesnej (obecnie Miłosierdzia Bożego) i ołtarza Serca Jezusowego, do którego wykonał główną figurę. Z inwestycji przeprowadzonych w okresie międzywojennym wymienić należy ponadto przełożenie posadzki, wymianę ławek i zakup trzech dzwonów.
II wojna światowa nie spowodowała większych szkód w kościele. W 1942 roku Niemcy zarekwirowali wspomniane dzwony, które przetopiono. W marcu 1945 r. wskutek wysadzenia mostów na Wiśle, zniszczeniu uległy dachy oraz prawie wszystkie witraże. Z okien wykonanych w końcu XIX w., przez wrocławski zakład A. Rednera nie zachowały się żadne. Z wyrobów firmy „F. Binsweld. Glassmalerei und Kunstglaserei” z Trewiru, sprowadzonych ok. 1910 r., częściowo ocalały cztery – dwa z przedstawieniami ewangelistów: św. Mateusza i św. Łukasza i dwa z dekoracją roślinno – geometryczną. W okna kaplicy Matki Boskiej Różańcowej wstawiono witraże pochodzące z kościoła podominikańskiego ze scenami: „Wniebowstąpienie” i „Miłosierny Samarytanin”. W latach 70. ówczesny proboszcz ks. Wacław Preis (1950–1988) gruntownie odnowił wnętrze Fary. Odsłonięto wówczas pierwotną kolorystykę wszystkich ołtarzy, ambony i konfesjonałów, oczyszczono polichromie, zamontowano okna witrażowe w prezbiterium.
29 sierpnia 1982 r. z niewyjaśnionych przyczyn zapaliła się wieża. Wskutek pożaru uszkodzone zostały także połacie dachu nad nawą główną, stopieniu uległy dzwony, a częściowemu zniszczeniu organy. Dzięki ofiarnej postawie parafian ocalało zagrożone wyposażenie ewakuowane do kościoła pw. św. Stanisława Kostki. W ciągu kolejnych lat wieża otrzymała nowe, murowane zwieńczenie, uzupełniono całą więźbę i położono nowe dachówki. Ufundowano także organy oraz cztery dzwony: Maryja, odkupiciel Człowieka, Jan Paweł II, Wacław.

## Organy
Historia Tczewskich organów sięga 1870 roku. Prospekt organów był jednym z kilku standardowych kompozycji braci Terletzkich – Augusta i Maxa. Obecny instrument znajdujący się w kościele farnym jest autorstwa Józefa Moolina z Odr. Nowe organy, do których wykorzystano zabytkową, neogotycką szafę organów Terletzkiego, posiadają obecnie 30 głosów. Traktura jest w pełni mechaniczna.
Dyspozycja instrumentu:
| Manuał I          | Manuał II           | Pedał              |
| Hauptwerk         | Oberwerk            |                    |
| ----------------- | ------------------- | ------------------ |
| 1. Burdon 16'     | 1. Gemshorn 8'      | 1. Subkontra 32' * |
| 2. Pryncypał 8'   | 2. Gedakt 8'        | 2. Pryncypał 16'   |
| 3. Rurflet 8'     | 3. Salicet wibr. 8' | 3. Subbas 16'      |
| 4. Gamba 8'       | 4. Prestant 4'      | 4. Oktawbas 8'     |
| 5. Oktawa 4'      | 5. Flet poprze. 4'  | 5. Fletbas 8'      |
| 6. Blokflet 4'    | 6. Sesquialtera 2x  | 6. Chorałbas 4'    |
| 7. Kwinta 2 2/3'  | 7. Szpicflet 2'     | 7. Mixtura 4x      |
| 8. Superoktawa 2' | 8. Kwinta 1 1/3'    | 8. Puzon 16'       |
| 9. Mikstura 5-6x  | 9. Scharf 4-5x      | 9. Trompet 8'      |
| 10. Trompet 8'    | 10. Dulcjan 16'     |                    |
|                   | 11. Obój 8'         |                    |

## Wieża kościelna i dzwony

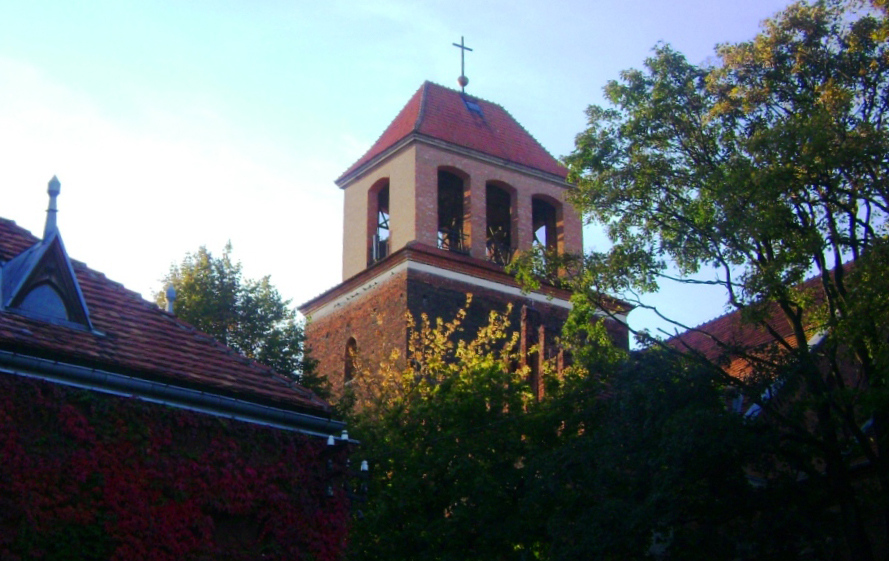
Wieża

Wieża kościelna ma 30 m wysokości i jest najstarszą częścią kościoła farnego. Pierwszym dzwonem fary był odlany przed 1577 r. „Jan Chrzciciel’”, ważący około dwie tony. Nie zdołał jednak ostrzec mieszkańców o pożarze miasta i świątyni, ponieważ pożar wybuchł nagle i niespodziewanie. Po siedmiu latach, w 1584 r. staraniem gminy ewangelickiej, która wówczas zarządzała farą, odlano nowy dzwon o tej samej wadze i nazwie. Nowy dzwon „Jan Chrzciciel” został przelany z pozostałych resztek płaszcza poprzednika. Dzwon dzwonił do 1882 r. W lutym tegoż roku pękł podczas pogrzebowego dzwonienia. W sierpniu Gdańska odlewnia Jana Colliera odlała trzeci dzwon „Jan Chrzciciel”. Nowy dzwon ważył 2800 kg. Na podstawie inskrypcji na dzwonie można wywnioskować, że działo się to w roku, kiedy głową Kościoła katolickiego był papież Leon XIII – Joachim Pecci, biskupem diecezji chełmińskiej Jan Nepomucen Marwicz, a proboszczem parafii tczewskiej ks. Robert Sawicki. Przy tej samej okazji odnowiono drugi, średni dzwon, nazwany „Jezus Ukrzyżowany”. Dzwon pochodził z 1666 r. Bił ponad dwa wieki, ale z jednej strony był poważnie uszkodzony, więc w 1882 zawisł na wieży obok „Jana Chrzciciela” pod nowym imieniem „Maria”. Na płaszczu jego znajdował się wizerunek Matki Boskiej z Dzieciątkiem na ręku. Trzeci dzwon, „Mikołaj”, odlany w Gdańsku w 1772 w odlewni Michała Wittwercka, ważył 657 kg. Czwartym dzwonem był dzwon „Anna”, pochodzący sprzed 1632 r. Pierwotnie należał do gminy ewangelickiej i wisiał na wieży nieistniejącego obecnie kościoła św. Jerzego. Dzwon ważył 100 kg i pełnił funkcję dzwonu pogrzebowego. W 1805 r. doszedł piąty dzwon, „Stefan”. Mimo iż nie był najmniejszy, przejął od „Anny” funkcję dzwonienia pogrzebowego, w związku z czym dzwon „Anna” bił codziennie na Anioł Pański. Ten zespół pięciu dzwonów odzywał się bardzo rzadko, w chwilach wręcz epokowych. Ostatnim wspólnym dzwonieniem było dzwonienie 20 sierpnia 1917. Decyzją władz niemieckich dzwony „Jan Chrzciciel” i „Maryja” zostały przeznaczone na cele wojenne. Następnego dnia dzwony te zostały zniszczone przez firmę Jana Colliera, która 35 lat wcześniej odlewała te dzwony.
2 zestaw dzwonów
Zadania głównego dzwonu przejął „Mikołaj”, który odzywał się najczęściej, bo brzmiał donośniej. Dwa pozostałe odzywały się rzadko, gdyż nie współbrzmiały z „Mikołajem”.
W 1927 powołano komitet zakupu nowych dzwonów. Trzy nowe dzwony odlano w Kałuskiej odlewni braci Felczyńskich 3 lata później – w 1930. Poświęcono je 18 maja, na dawnym cmentarzu przy farze. Największy dzwon „Chrystus Król”, ważył 2991 kg, drugi nosił imię „Jan Chrzciciel”, ważył 1475 kg. Trzeci dzwon ważył 806 kg i nosił imię „Bernard”. Dzwony zawisły na wieży wraz z ocalałym „Mikołajem”. Dzwony dzwoniły w tonach: B, D, F i G. Na wieży wisiał również najmniejszy dzwon „Anna”, jednak ze względu na to, że nie harmonizował z zestawem, dzwonił codziennie solo, na Anioł Pański. Ten pięciodzwonowy zestaw przetrwał do II WŚ. Ostatni raz zadzwonił rano, 1 września 1939, ogłaszając wybuch wojny, która doprowadziła do kolejnego spustoszenia na wieży.
Obecnie
Obecne dzwony zostały ufundowane przez parafian po pożarze wieży z dnia 20 sierpnia 1982. Zostały one konsekrowane 7 grudnia 1985.
|                  | Imię                 | Waga    | Ton    | Średnica | Rok odlania | Odlewnia                                    |
| ---------------- | -------------------- | ------- | ------ | -------- | ----------- | ------------------------------------------- |
| Największy dzwon | Odkupiciel Człowieka | 1781 kg | d’ (+) | 143 cm   | 1985        | Odlewnia dzwonów Braci Kruszewskich, Węgrów |
| Duży dzwon       | Maryja               | 924 kg  | f’ (-) | 118 cm   | 1983        | Odlewnia dzwonów Braci Kruszewskich, Węgrów |
| Średni dzwon     | Jan Paweł II         | 588 kg  | a’ (+) | 100 cm   | 1985        | Odlewnia dzwonów Braci Kruszewskich, Węgrów |
| Mały dzwon       | Wacław               | 258 kg  | d” (-) | 75 cm    | 1985        | Odlewnia dzwonów Braci Kruszewskich, Węgrów |